# Synarachnactis
Synarachnactidae
Famille
Genre
Synarachnactis, unique représentant de la famille des Synarachnactidae, est un genre de cnidaires anthozoaires de l'ordre des Ceriantharia.

## Liste des espèces
Selon World Register of Marine Species (16 juin 2024) :
- Synarachnactis africana Carlgren, 1924
- Synarachnactis brachiolata (A. Agassiz, 1863)
- Synarachnactis lloydii (Gosse, 1859)
- Synarachnactis roulei (Carlgren, 1912)

## Classification
Le genre Synarachnactis a été créé en 1924 par Oscar Henrik Carlgren (1865-1954).
La famille des Synarachnactidae  a été créée en 2023 par Tina Molodtsova (d) & Ulyana V. Simakova (d) dans une publication coécrite avec Viktoria N. Moskalenko, Elizabeth V. Lipukhin, Tatiana I. Antokhina et Marina S. Ananeva.

### Publications originales
- Famille des Synarachnactidae :
  - (en) Tina N. Molodtsova, Viktoria N. Moskalenko, Elizabeth V. Lipukhin, Tatiana I. Antokhina, Marina S. Ananeva et Ulyana V. Simakova, « Cerianthus lloydii (Ceriantharia: Anthozoa: Cnidaria): New Status and New Perspectives », Biology, Suisse, vol. 12, no 9,‎ 24 août 2023, p. 1167 (ISSN 2079-7737, DOI 10.3390/biology12091167, lire en ligne, consulté le 16 juin 2024).
- Genre Synarachnactis :
  - (de) O. Carlgren, « Die larven der Ceriantharien, Zoantharien und Actiniarien der deutschen Tiefsee-expedition mit einen Nachtrag zu den Zoantharien », Wissenschaftliche Ergebnisse der Deutschen Tiefsee-Expedition auf dem Dampfer "Valdivia" 1898-1899, Allemagne, vol. 19,‎ 1924, p. 339-476.